# Grace Stewart
Grace Stewart (* 28. April 1997 in Nowra) ist eine australische Hockeyspielerin, die 2018 mit der Australischen Hockeynationalmannschaft bei den Commonwealth Games die Silbermedaille gewann.

## Sportliche Karriere
Grace Stewart debütierte 2016 in der Nationalmannschaft und schaffte auf Anhieb den Sprung in den Kader für die Olympischen Spiele 2016 in Rio de Janeiro. Beim olympischen Turnier belegten die Australierinnen in ihrer Gruppe den dritten Platz. Im Viertelfinale unterlagen sie den Neuseeländerinnen. 2018 waren die Australierinnen in Gold Coast Gastgeberinnen der Commonwealth Games. Im Finale verloren sie mit 1:4 gegen die Neuseeländerinnen. Drei Monate später fand in London die Weltmeisterschaft 2018 statt. Die Australierinnen gewannen ihre Vorrundengruppe und besiegten im Viertelfinale die argentinische Mannschaft im Shootout. Im Halbfinale unterlagen sie den Niederländerinnen ebenfalls im Shootout. Das Spiel um den dritten Platz verloren die Australierinnen gegen die Spanierinnen mit 1:3. Bei den Olympischen Spielen in Tokio schied die australische Mannschaft im Viertelfinale mit 0:1 gegen die Inderinnen aus. 2022 belegte Stewart mit den Australierinnen den dritten Platz bei der Weltmeisterschaft in Amstelveen und Terrassa. Im Spiel um Bronze bezwangen die Australierinnen die deutsche Mannschaft mit 2:1. Bei den Olympischen Spielen 2024 in Paris schied Stewart mit dem australischen Team im Viertelfinale gegen die Chinesinnen aus. Stewart erzielte ihr einziges Tor im Vorrundenspiel gegen die Britinnen.